# José Nebot Pérez
José Nebot Pérez (Villarreal, provincia de Castellón, 1853 - Valencia, 1914) fue un lingüista español, farmacéutico de formación.

## Biografía
Tras sus estudios primarios en su localidad, en el entorno religioso, se desplazó a Barcelona, donde en 1874 se licenció en Farmacia. Tras regresar a su ciudad y regentar un tiempo una botica que abrió en ella, se mudó definitivamente a Valencia.
En la capital valenciana, en 1890 ganó una plaza en el Cuerpo de Archiveros, Bibliotecarios y Arqueólogos y dos años después era el responsable de la Biblioteca de medicina de la Universidad de Valencia.
Su labor como escritor y lingüista hizo que escribiera en diferentes publicaciones y se preocupara por la normalización del idioma valenciano.

## Libros (selección)
- 1894. “Apuntes para una gramática valenciana popular”
- 1910. “Tratado de ortografía valenciana clásica”